# La Esperanza (Cajatambo)
La Esperanza es una localidad peruana ubicada en el distrito de Manás, perteneciente a la provincia de Cajatambo del departamento de Lima, al centro oeste del Perú. 

## Ubicación
La Esperanza se ubica al suroeste de la provincia de Cajatambo, en el distrito de Manás, en el departamento de Lima.

## Demografía
En 2017 La Esperanza tenía una población de 2 habitantes y 2 viviendas.
| Gráfica de evolución demográfica de La Esperanza entre 1993 y 2017 |
|                                                                    |
| Fuentes: Población 1993 y 2017                                     |